# Beraba pallida
Beraba pallida är en skalbaggsart som beskrevs av Maria Helena M. Galileo och Martins 2008. Beraba pallida ingår i släktet Beraba och familjen långhorningar. Inga underarter finns listade.